# رالف بیشاپ
رالف بیشاپ (انگلیسی: Ralph Bishop; ۱ اکتبر ۱۹۱۵ – ۱ اکتبر ۱۹۷۴) بازیکن بسکتبال اهل ایالات متحده آمریکا بود.
وی در مسابقات کشوری و بین‌المللی در مجموع برندهٔ ۱ مدال طلا شده‌است.